# Tomislav Bevanda
Tomislav „Toni“ Bevanda (* 1961) ist ein kroatischer Basketballtrainer und ehemaliger -spieler.

## Karriere
Als Spieler gehörte Bevanda dem Kader von KK Cibona und KK Split in den 1980er Jahren an, die damals europäische Spitzenklasse darstellten. Mit KK Cibona aus Zagreb gewann er 1982 den Europapokal der Pokalsieger. Nach dem Ende des Studiums wurde Bevanda ab 1990 in Deutschland heimisch und trainierte als Spielertrainer den BSV Wulfen in der damals drittklassigen Regionalliga. Anschließend trainierte er in der 2. Basketball-Bundesliga die Vereine VfL Bochum, TSV Quakenbrück und TuS Lichterfelde. Ab 2003 trainierte er verschiedene Vereine in Europa, darunter im ersten Halbjahr 2006 den Damen-Bundesligisten BG Dorsten, mit denen er deutscher Vizemeister wurde. Nachdem er unter anderem in Luxemburg und in der Spielzeit 2007/08 beim finnischen Erstligisten aus Karkkila, der jedoch nur den vorletzten Tabellenplatz belegte, tätig war, übernahm Bevanda, der einen Wohnsitz in Münster hat, im ersten Halbjahr 2009 erneut im Ruhrgebiet beim ProB-Ligisten Hertener Löwen tätig.